# Московский археологический институт
Моско́вский археологи́ческий институ́т — высшее учебное заведение в Москве, существовавшее с 1907 года. Вошло в состав МГУ в 20-х годах XX века.

## История
Археологический институт в Москве был учреждён 31 августа (13 сентября) 1907 года. Кроме научно-исследовательской цели, ставилась задача подготовки археологов и архивистов. Первоначально институт разместился в здании Медведниковской гимназии, хотя ему предлагались помещения в здании Лазаревского института и в доме Маттерн на Рождественском бульваре. 
Первым мысль об открытии в Москве, второго в России, археологического института, высказал учредитель и первый директор Санкт-Петербургского археологического института Н. В. Калачов. Инициаторами и реализаторами проекта стали бывший министр народного просвещения генерал-лейтенант В. Г. Глазов (который стал почётным попечителем) и приват-доцент Харьковского университета А. И. Успенский, который стал директором института. В 1911 году Успенский и А. К. фон Мекк учреждают Общество Вспомоществования недостаточным слушателям Московскаго Археологическаго Института. Почетным членом Общества является У. Г. Иваск.
В 1913 году в московском археологическом институте прошла выставка древне-русского искусства, в ознаменование чествования 300-летия Дома Романовых. В 1915 году институт переехал на Миусскую площадь.
По мере развития было открыто несколько филиалов на европейской части России, большинство филиалов впоследствии переходили в состав организованных в этих городах ВУЗов. Филиалы находились в следующих городах:
- Витебск
- Воронеж — открылся в 1921 году, расформирован в 1923 году из-за проблем с финансированием[5].
- Калуга
- Нижний Новгород
- Смоленск
- Ростов — открылся в 1921 году, расформирован в 1922 году из-за проблем с финансированием[6]
- Ярославль — открылся в 1912 году, вошел в состав Ярославского университета.

Курс обучения в институте был трёхлетний, на двух отделениях — археологическом и археографическом (археография была выделена по примеру Московского археологического общества, где к этом времени была образована особая археографическая комиссия). В действительные слушатели принимались лица, уже имевшие высшее образование или обучающихся в одном из высших учебных заведений (любой специализации); остальные имели статус вольнослушателей с правом держать переходные и выпускные экзамены. Институт был создан как частный, не содержавшийся на пособия из казны, и существовал на плату за слушание лекций (80 рублей без всяких «пособий и освобождений от платы») и на частные пожертвования.
На третьем курсе студенты под руководством профессоров работали над диссертацией, которую защищали в конце года. Лишь после этого Совет института присуждал им звания «учёный археолог» и «учёный архивист» с зачислением в действительные члены института. Студентам, окончившим полный трёхлетний курс, но не представившим диссертацию, присваивалось звание члена-сотрудника. При этом в исключительных случаях вольнослушателям предоставлялась возможность также защитить магистерскую диссертацию и получить научное звание; за 1911—1915 гг. в институте защитились 180 магистрантов.
Преподавались предметы:
1. первобытная археология,
2. бытовая археология,
3. христианская археология,
4. история археологических открытий,
5. история греческой архитектуры и античной декорации,
6. история итальянского искусства эпохи возрождения,
7. история русского искусства,
8. история русской архитектуры,
9. славяно-русская палеография,
10. чтение древних рукописей,
11. греческая палеография,
12. эпиграфика,
13. юридические древности,
14. история учреждений,
15. историческая география,
16. архивоведение,
17. дипломатика,
18. геральдика,
19. нумизматика,
20. сфрагистика,
21. метрология и хронология,
22. генеалогия,
23. этнография,
24. геология,
25. всеобщая история искусств,
26. история русской литературы,
27. история русского языка,
28. музееведение,
29. библиотековедение.

Последние пять дисциплин не преподавались в ранее открытом Петербургском археологическом институте. Кроме этого Совет Московского археологического института 26 января 1912 года принял решение об открытии в институте кафедры египтологии и пригласил руководить ей «ученого археолога доктора Мюнхенского университета В. В. Баллада».
В момент открытия (1907) в библиотеке Московского археологического института насчитывалось 5522 тома, собрание редких рукописей и старых книг. Через семь лет, в 1914 году в библиотеке было уже 16 тысяч томов; в созданном при институте музее было 5 тыс. экспонатов. Кроме того, музеи и библиотеки имелись в филиалах Московского археологического института.

## Известные выпускники
1910
- Боднарский, Богдан Степанович
- Маркс, Никандр Александрович
- Рыков, Павел Сергеевич
- Стеллецкий, Игнатий Яковлевич (учёный археолог)

1911
- Смирнов, Михаил Иванович (нижегородский филиал; золотая медаль)

1912
- Остроумов, Александр Ильич (учёный археолог)

1913
- Ашукин, Николай Сергеевич (вольнослушатель)
- Бобров, Сергей Павлович (вольнослушатель)
- Иодковский, Юзеф

1914
- Вагин, Григорий Николаевич
- Воробьёв, Владимир Николаевич
- Дурылин, Сергей Николаевич
- Клетнова, Екатерина Николаевна (учёный археолог; золотая медаль)

1915
- Бирюков, Владимир Павлович (учёный археолог)
- Филиппов, Алексей Васильевич

1916
- Тенишева, Мария Клавдиевна (вольнослушатель; учёный археолог)

1917
- Чижевский, Александр Леонидович (вольнослушатель)

1918
- Пальмбах, Александр Адольфович
- Сербов, Исаак Абрамович

1922
- Палашенков, Андрей Фёдорович (смоленское отделение)

## Известные преподаватели
- Ю. В. Арсеньев (геральдика)
- Р. Ф. Брандт (славяно-русская палеография)
- С. Б. Веселовский
- Ф. Ф. Горностаев
- В. А. Городцов
- В. П. Лапчинский — Смоленское отделение
- Д. И. Малинин — Калужское отделение
- С. П. Моравский — Ростовское отделение
- Н. И. Новосадский — профессор в 1907—1922 гг.
- А. П. Сапунов — Витебское отделение
- А. И. Соболевский (русская литература)
- А. И. Успенский (кроме руководства институтом преподавал архивоведение, всеобщую историю искусств и историю русского искусства)
- В. А. Филиппов (русская литература)
- В. Н. Харузина (этнография, с 1911)
- А. А. Чернов